# Julija Belorukova
Julija Sergeevna Belorukova, coniugata Stupak (in russo Юлия Сергеевна Белорукова-Ступак?; Sosnogorsk, 21 gennaio 1995), è una fondista russa, campionessa olimpica nella staffetta a Pechino 2022.
Dalla stagione 2020-2021 si è iscritta alle liste FIS come Julija Stupak.

## Biografia
La Belorukova, attiva in gare FIS dal novembre del 2011, in Coppa del Mondo ha esordito il 1º marzo 2014 a Lahti (46ª) e ha ottenuto la prima vittoria, nonché primo podio, il 15 gennaio 2017 a Dobbiaco. Ai Mondiali di Lahti 2017, suo esordio iridato, ha vinto la medaglia d'argento nella sprint a squadre e si è classificata 10ª nella sprint e 5ª nella staffetta. Ai XXIII Giochi olimpici invernali di Pyeongchang 2018, suo esordio olimpico, ha vinto la medaglia di bronzo nella sprint e nella staffetta, classificandosi inoltre 18ª nello skiathlon e 9ª nella sprint a squadre.
Nella stagione successiva ai Mondiali di Seefeld in Tirol ha vinto la medaglia di bronzo nella staffetta ed è stata 12ª nella 10 km, 19ª nella sprint e 4ª nella sprint a squadre, mentre a quelli di Oberstdorf 2021 ha vinto la medaglia d'argento nella staffetta e si è classificata 29ª nella 10 km, 13ª nella sprint, 11ª nello skiathlon e 4ª nella sprint a squadre. Ai XXIV Giochi olimpici invernali di Pechino 2022 ha vinto la medaglia d'oro nella staffetta e quella di bronzo nella sprint a squadre e si è classificata 7ª nella 10 km, 24ª nello skiathlon e 16ª nella sprint.

## Palmarès

### Olimpiadi
- 4 medaglie:
  - 1 oro (staffetta a Pechino 2022)
  - 3 bronzi (sprint, staffetta a Pyeongchang 2018; sprint a squadre a Pechino 2022)

### Mondiali
- 3 medaglie:
  - 2 argenti (sprint a squadre a Lahti 2017; staffetta a Oberstdorf 2021)
  - 1 bronzo (staffetta a Seefeld in Tirol 2019)

### Mondiali juniores
- 4 medaglie:
  - 3 argenti (staffetta a Val di Fiemme 2014; sprint, staffetta ad Almaty 2015)
  - 1 bronzo (sprint a Val di Fiemme 2014)

### Coppa del Mondo
- Miglior piazzamento in classifica generale: 2ª nel 2021
- 9 podi (6 individuali, 3 a squadre):
  - 4 vittorie (2 individuali, 2 a squadre)
  - 4 secondi posti (3 individuali, 1 a squadre)
  - 1 terzo posto (individuale)

#### Coppa del Mondo - vittorie
| Data             | Località    | Nazione   | Spec.                                                                 |
| ---------------- | ----------- | --------- | --------------------------------------------------------------------- |
| 15 gennaio 2017  | Dobbiaco    | Italia    | TS TL (con Natal'ja Matveeva)                                         |
| 24 novembre 2018 | Kuusamo     | Finlandia | SP TC                                                                 |
| 13 marzo 2021    | Engadina    | Svizzera  | 10 km TC MS                                                           |
| 5 dicembre 2021  | Lillehammer | Norvegia  | 4x5 km (con Natal'ja Neprjaeva, Tat'jana Sorina e Veronika Stepanova) |

Legenda:

TL = tecnica libera

TC = tecnica classica

SP = sprint

TS = sprint a squadre

#### Coppa del Mondo - competizioni intermedie
- 3 podi di tappa:
  - 1 vittoria
  - 1 secondo posto
  - 1 terzo posto

##### Coppa del Mondo - vittorie di tappa
| Data           | Località | Nazione | Competizione | Disciplina  |
| -------------- | -------- | ------- | ------------ | ----------- |
| 6 gennaio 2021 | Dobbiaco | Italia  | Tour de Ski  | 10 km TC PU |

Legenda:

TC = tecnica classica

PU = inseguimento